# Xove
Xove är en kommun i Spanien. Den ligger i provinsen Lugo i den autonoma regionen Galicien i den nordvästra delen av landet, 500 km nordväst om huvudstaden Madrid. Antalet invånare är 3 327 (2024).
Arean är 89,12 kvadratkilometer.